# Jan van Wintelroy
Jan van Wintelroy (aktiv in den Jahren 1520–1576) war ein franko-flämischer Komponist und Chormeister der Renaissance.

## Leben
Über die familiäre Abstammung, über Datum und Ort seiner Geburt und über die Ausbildungszeit von Jan van Wintelroy ist ebenso wenig bekannt wie über das Jahr und den Ort seines Ablebens. Dokumentiert ist nur, dass er ab dem Jahr 1529 in der Stadt ’s-Hertogenbosch bei der Marienbruderschaft (niederländisch: Illustre onze liewe vrouwe broederschap) als Sänger und Priester tätig war. Er wurde am 19. Juli 1551 zum Chorleiter ernannt und übte diese Aufgabe über 20 Jahre lang bis zum 30. Juni 1574 aus. Danach war er noch weiterhin zuständig für die musikalische Intonation der Kapelle der Bruderschaft.
In der Sammlung niederländischer Lieder Dat ierste boeck van den nieuwe Duijtsche liedekens, die von dem Verleger Jacob Baethen in Maastricht 1554 veröffentlicht wurde, ist ein vierstimmiges Lied von Jan van Wintelroy enthalten:
- „Al is den tijd nu doloreus“

Von diesem Liederbuch ist kein vollständiges Exemplar überliefert; die Sopranstimme fehlt. Der Verleger Petrus Phalesius gab dieses Lied in seinem Duijtsch musijck boeck erneut heraus, einer Anthologie niederländischer Lieder, die 1572 in Löwen erschien.

## Bedeutung
Auf Grund seiner Lebenszeit und des Stils seiner Komposition gehört Jan van Wintelroy zur 4. Generation der franko-flämischen Musik.